# NGC 6426
NGC 6426 ist ein 67.200 Lichtjahre entfernter Kugelsternhaufen im  Sternbild Schlangenträger. 
Der Sternhaufen wurde am 15. Juli 1786 von William Herschel mithilfe eines 18,7-Zoll-Teleskops entdeckt und später von Johan Dreyer in seinen New General Catalogue aufgenommen.